# Ériu
 (signalé en juin 2025).
Si vous disposez d'ouvrages ou d'articles de référence ou si vous connaissez des sites web de qualité traitant du thème abordé ici, merci de compléter l'article en donnant les références utiles à sa vérifiabilité et en les liant à la section « Notes et références ».
- Archive Wikiwix
- Bing
- Cairn
- DuckDuckGo
- E. Universalis
- Gallica
- Google
- G. Books
- G. News
- G. Scholar
- Persée
- Qwant
- (zh) Baidu
- (ru) Yandex
- (wd) trouver des œuvres sur Wikidata

Pour les articles homonymes, voir Eri.
Ériu (ou Erin, Eri) est une déesse souveraine de l'Irlande dans la mythologie celtique, épouse de Mac Greine, fils d'Ogmios. Elle faisait partie des Tuatha Dé Danann.
Déesse éponyme de l'Irlande, tout comme ses sœurs Banba et Fódla. Elle devient la personnification de la nation irlandaise qui prendra son nom : Éire. Elle demanda aux Gaëls qui venaient d'arriver sur le territoire de lui promettre, s'ils réussissaient à s'y établir, de donner son nom au pays. Le « druide » (ou file), Amorgen assura à Ériu que l'Irlande porterait son nom et celle-ci prophétisa en retour que le pays appartiendrait définitivement aux Gaëls. Elle offrait un gobelet de breuvage rouge aux rois mortels successifs pour symboliser leur union et la fructification du sol. Ériu apparaît également en reine, épouse d'Elatha et mère du héros Bres.